# Lac-Sainte-Marie
Lac-Sainte-Marie es un municipio canadiense situado en la provincia de Quebec.

## Superficie
Lac-Sainte-Marie tiene una superficie de 205,71 km².

## Demografía
En 2021, tenía 677 habitantes, una densidad poblacional de 3,3 hab./km², y 930 viviendas.